# Нирнбершка суђења
Нирнбершкa суђењa, или Нирнбершки процеси, била су суђења истакнутим члановима политичке, војне и економске елите нацистичке Немачке. Под појмом суђења у Нирнбергу подразумевају се и суђења нижим званичницима, укупно 12 таквих суђења, пред америчким војним трибуналима (види Накнадна нирнбершка суђења). Главно нирнбершко суђење трајало је од 20. новембра 1945. до 1. октобра 1946. године, а одвијало се у Нирнбершкој палати правде.

## Настанак суда
Међународни војни трибунал имао је занимљиву предисторију. Дилеме како решити проблем нацистичких ратних злочина јавиле су се још 1942. године када је Винстон Черчил, револтиран понашањем, злочиначким поступцима и начином ратовања сила Осовине, предлагао егзекуције по кратком поступку и посебном закону, од чега је одустао под утицајем САД.
На Техеранској конференцији Ј. В. Стаљин даје још ригорознији предлог о неселективном стрељању педесет до сто хиљада немачких официра. Овог пута и сам Черчил се успротивио стрељању официра који нису имали учешћа у злочинима. Један од планова из тог времена био је и план Хенрија Моргентауа, америчког секретара трезора, о денацификацији Немачке кроз расељавање, принудан рад и економске репресије. Овога пута СССР се успротивио тражећи судске процесе.
После преговора на конференцијама у Техерану, Јалти и Потсдаму будуће суђење регулисано је Лондонским споразумом од 8. августа 1945. године. Списак будућих оптуженика ограничен је на веће ратне злочинце европских сила Осовине. Правни основ нађен је у споразуму о предаји Немачке, којим је власт над Немачком државом дата Савезничком контролном већу и тако омогућавао формирање органа са правном јурисдикцијом. Предмет рада трибунала ограничен је на повреде правила ратовања у периоду после 1. септембра 1939. године до капитулације.

## Место суђења
Представници Совјетског Савеза су се залагали да суђења буду одржана у Берлину, што САД нису прихватиле јер су хтеле да суђење буде у њиховој контролној зони. Нирнберг је био погодан и зато што је имао и једну од ретких очуваних великих судница и велико затворско одељење. Уз то био је познат као град нацистичких зборовања па је суђење нацистима баш у том граду имало значајну симболику.

## Судије и тужиоци
Свака од четири велике силе победнице именовала је по једног судију, његову замену и тужиоце. Састав је био следећи:
- Пуковник сер Џефри Лоренс (Уједињено Краљевство, судија и председавајући Већа), сер Норман Биркет (замена),
- Френсис Бидл (судија, САД) и Џон Паркер (замена),
- Анри Донедје де Вабр (судија, Француска) и Робер Фалко (замена),
- Генерал-мајор Јона Никиченко (судија, СССР) и потпуковник Александар Волчков (замена).
- Тужиоци : генерал-пуковник Роман Руденко (СССР), Роберт Џексон (САД), сер Хартли Шокрос (Велика Британија) и Франсоа де Ментон и Огист Шампетје де Риб (Француска).

## Оптужени и пресуде
Пред међународним војним трибуналом било је оптужено 24 лица и 6 организација. Оптужнице су биле различите али су сви били оптужени за неко или за сва од следећа четири кривична дела:
1. Учествовање у заједничком плану или завери за спровођење злочина против мира.
2. Планирање, започињање и вођење агресорских ратова и других злочина против мира.
3. Ратни злочини.
4. Злочини против човечности.

24 оптужена су били:
"О" оптужен      "К" оптужен и оглашен кривим      "º" није оптужен
| Име                              | Оптужба | Оптужба | Оптужба | Оптужба | Казна            | Напомене |
|                                  | 1       | 2       | 3       | 4       |                  | |
| -------------------------------- | ------- | ------- | ------- | ------- | ---------------- | --- |
| Мартин Борман                    | О       | º       | К       | К       | Смрт             | Наследник Хеса као секретар НСДАП. Осуђен на смрт у одсуству, посмртни остаци нађени 1972. године. |
| Карл Дениц                       | О       | К       | К       | º       | 10 година        | Заповедник ратне морнарице (Kriegsmarine) од 1943, наследио Редера. Зачетник подморничке кампање. Постао председник Немачке по Хитлеровој смрти.. |
| Ханс Франк                       | О       | º       | К       | К       | Смрт             | Начелник генералне управе у окупираној Пољској. Исказао кајање |
| Вилхелм Фрик                     | О       | К       | К       | К       | Смрт             | Хитлеров министар унутрашњих послова. Издао нирнбершке расне законе |
| Ханс Фриче                       | О       | О       | О       | º       | Ослобођен        | Популарни радио коментатор и вођа одељења за вести у нацистичком министарству пропаганде. Суђено му уместо Јозефа Гебелса. |
| Валтер Функ                      | О       | К       | К       | К       | Доживотни затвор | Хитлеров министар економије. Наследио Шахта на челу Рајхсбанке. Ослобођен услед лошег здравља 16. маја 1957. године. |
| Херман Геринг                    | К       | К       | К       | К       | Смрт             | Рајхсмаршал, командант Луфтвафе-а и неколико одељења СС-а. Извршио самоубиство ноћ пре извршења смртне казне. |
| Рудолф Хес                       | К       | К       | О       | О       | Доживотни затвор | Хитлеров заменик, прелетео авионом у Шкотску 1941. године |
| Алфред Јодл                      | К       | К       | К       | К       | Смрт             | Генералоберст Вермахта, потчињени Кајтелу. Јодла је 28. фебруара 1953. године постхумно ослободио немачки суд за денацификацију |
| Ернст Калтенбрунер               | О       | º       | К       | К       | Смрт             | Највиши преживели официр СС-а. Шеф RSHA, централног обавештајног органа нациста. Командовао многим Einsatzgruppen-одредима и неколико концетрационих логора |
| Вилхелм Кајтел                   | К       | К       | К       | К       | Смрт             | Заповедник Врховне команде Вермахта (OKW). |
| Густав Круп фон Болен унд Халбах | О       | О       | О       | О       | ----             | Велики нацистички индустријалац. Здравствено неспособан за суђење |
| Роберт Лај                       | О       | О       | О       | О       | ----             | Вођа DAF, Немачког радничког фронта. Извршио самоубиство пре почетка суђења 25. октобра 1945. године |
| Константин фон Нојрат            | К       | К       | К       | К       | 15 година        | Министар иностраних послова до 1938. године, наследио га Рибентроп. Касније, Протектор Бохемије и Моравске. Дао оставку 1943. услед неспоразума са Хитлером. Пуштен због лошег здравља 6. новембра 1954. године                                                        |
| Франц фон Папен                  | О       | О       | º       | º       | Ослобођен        | Канцелар Немачке 1932. године и вице-канцелар под Хитлером од 1933. године. Касније, амбасадор у Турској. Иако овде ослобођен, касније је осуђен као ратни злочинац пред судом за денацификацију на 8 година тешког рада, али је пуштен после жалбе, 2 године касније. |
| Ерих Редер                       | К       | К       | К       | º       | Доживотни затвор | Заповедник ратне морнарице до пензије 1943. године, наследио га Карл Дениц. Пуштен услед лошег здравља 26. септембра 1955. године. |
| Јоахим фон Рибентроп             | К       | К       | К       | К       | Смрт             | Министар иностраних послова |
| Алфред Розенберг                 | К       | К       | К       | К       | Смрт             | Главни идеолог расне теорије. Касније, Протектор Источних окупираних територија. |
| Фриц Заукел                      | О       | О       | К       | К       | Смрт             | Главни идеолог нацистичког програма ропског рада. |
| Хјалмар Шахт                     | О       | О       | º       | º       | Ослобођен        | Предратни председник Рајхсбанке. Признао кршење Версајског уговора. |
| Балдур фон Ширах                 | О       | º       | º       | К       | 20 година        | Вођа Хитлерјугенда, касније гаулајтер Беча. Исказао кајање |
| Артур Зајс-Инкарт                | О       | К       | К       | К       | Смрт             | Главни протагониста Аншлуса. Касније, гаулајтер окупиране Холандије. Исказао кајање. |
| Алберт Шпер                      | О       | О       | К       | К       | 20 година        | Хитлеров омиљени архитекта и лични пријатељ. Надлежан за неколико индустријских ресора (пос. Министар наоружања) и једна од централних фигура у руководству. Исказао кајање.                                                                                           |
| Јулијус Штрајхер                 | О       | º       | º       | К       | Смрт             | Пропагирао мржњу и убиства Јевреја кроз свој недељник Der Stürmer. |

"О" оптужен      "К" оптужен и оглашен кривим      "º" није оптужен
Француске судије предлагале су да се смртне казне извршавају стрељањем за осуђена војна лица како је то била пракса војних трибунала - али су се Бидл и совјетске судије успротивиле. Они су сматрали да су ова лица прекршила сва војна етичка правила и да нису достојна стрељачког вода тако да је утврђено да се смртна казна извршава вешањем.
Осуђени на временске казне издржавали су казну у затвору Шпандау у Берлину.
Од организација су оптужене: 
- Руководство НСДАП (Reichsregierung)
- Schutzstaffel (SS)
- Sicherheitsdienst (SD)
- Гестапо
- Sturmabteilung (SA)
- Врховна команда Немачке армије (OKW).

Од ових организација за злочине нису проглашене кривим Reichsregierung (криминалним је проглашено само најуже вођство странке), Врховна команда Немачке армије, Sturmabteilung јер се највећи део злочина ове организације десио пре почетка рата и није био истраживан и део СС-а познат као Reiter-SS.

## Ток суђења
Међународни војни трибунал званично је конституисан 18. октобра 1945. године у згради Врховног суда у Берлину. Првом седницом Суда председавао је совјетски представник Јона Никиченко. За председника суда је договором савезника изабран сер Џефри Лоренс, британски представник.
Оптужнице против оптужених лица и организација подигнуте су 19. октобра 1945. године а само суђење започело је месец дана касније, 20. новембра 1945. године. Пре почетка суђења оптужени су се налазили у затвору у Луксембургу. Оптужени Роберт Лај је 25. октобра у затвору извршио самоубиство.
Сви оптужени су се изјаснили да нису криви, после чега је почело излагање доказа против оптужених лица као групе. Излагање доказа трајало је до 18. децембра 1945. године. Највећи утисак на јавност оставили су стравични филмски снимци нацистичких злочина, као и материјални докази из концентрационог логора Букенвалд, где је командантова супруга волела да тетовирану људску кожу користи као абажуре за лампе и друге делове намештаја а људска глава коришћена као држач за књиге.
После извођења доказа за групу оптужених лица почело је излагање доказа против криминалних организација, које је трајало до 8. јануара 1946. године. Приликом излагања доказа против Немчаке врховне команде посебно се истакао пуковник Телфорд Тејлор што ће га препоручити за положај главног тужиоца на каснијим нирнбершким суђењима.
Затим су следили доказни поступци против сваког оптуженог појединачно. У овим поступцима смењивали су се тужиоци из свих земаља савезница, па су тако докази против оптужених излагани у фазама (америчка, британска, француска и руска). Најпотреснија сведочења везују се за злочине у Аушвицу као и за потресне филмове злочина почињених на територији Совјетског Савеза. За оптужбе против високих немачких војних званичника Геринга, Јодла и Кајтела посебно је било битно сведочење фелдмаршала Фридриха Паулуса. Излагање оптужбе завршено је 6. марта 1946. г.
Одбрана оптужених је започела своје излагање 8. марта 1946. године. Током излагања одбране испитани су и унакрсно испитани сви оптужени, као и низ других нацистичких војних званичника који су често у стању кајања озбиљно инкриминисали оптужене. Такав је случај са Рудолфом Хоесом који је био командант у Аушвицу и до детаља описао методе спровођења холокауста. Испитивања су трајала до 21. јуна 1946. године. Одбрана је изнела своје виђење целокупног поступка до тада 4. јула - а оптужба је то учинила 26. јула 1946. г.
Излагање одбране оптужених организација почело је 30. јула 1946. године и завршено је после месец дана, 30. августа, чиме је завршен целокупни поступак извођења доказа. Оптужени су изнели своје завршне речи 31. августа. Судије су започеле већање о пресудама 2. септембра 1946. године.
После дужег већања, пресуде су донете 1. октобра 1946. године, 7 година и месец дана после почетка Другог светског рата. Оптужени су уложили жалбе Савезничком контролном већу као другостепеној инстанци, које је све жалбе одбило и потврдило пресуде 13. октобра 1946. године. Херман Геринг је успео да избегне вешање и изврши самоубиство прокријумчареном пилулом цијанида у ноћи између 15. и 16. октобра. Сви осуђени на смрт обешени су 16. октобра 1946. године чиме је завршен главни Нирнбершки процес.

## Нирнбершки принципи
Суђење највећим ратним злочинцима у Нирнбергу било је без сумње преседан у дотадашњој пракси, како у погледу организације и састава суда, тако и примењиваних правила, како материјалног тако и процесног карактера. Услед неспорног негативно обележеног значаја кривичних дела за које се судило јавила се потреба да се формулишу неки основни принципи проистекли из овог суђења који би служили као смерница у неким евентуалним будућим суђењима.
Формулисање принципа стављено је у задатак Уједињеним нацијама. Генерална скупштина УН је за то задужила Комисију УН за међународно право својом Резолуцијом број 177 (II) од 21. новембра 1947. године. После дужег рада, који указује на значај овог питања и пажњу која му је посвећена, Комисија је објавила ове принципе у извештају о раду Комисије од 5. јуна до 29. јула 1950. године.

## Примедбе суђењу
И поред тога што неопходност једног оваквог суђења какво је било у Нирнбергу нико не доводи у питање, појавиле су се током времена и одређене примедбе везане за основ постојања овог суда и легалитет његовог рада.
Једна од примедби је била да оптужени нису били у прилици да уложе жалбу на састав судијског већа тако да услед „победничке правде“ веће није било неутрално и да је било непријатељски настројено према оптуженима. На ово је оксфордски професор А. Л. Гудхарт одговорио да то није никакав спецификум овог Суда и да се ни у редовним поступцима преступник, нпр. провалник не може жалити због тога што му у пороти седе поштени грађани.
Друге примедбе су се односиле на совјетског судију Никиченка коме је замерано учешће на Стаљиновим монтираним судским процесима 1936-38. године што није имало никаквог конкретног ефекта у раду самог Трибунала јер је ово питање постављено после почетка Хладног рата.
Замерка је упућена и на то што је Трибунал поступао без унапред јасно утврђених правила доказног поступка, мада се то може правдати до тада незабележеним разноврсним потребама доказивања.
Примедба која има озбиљан правни основ је да су за учествовање у завери за напад на Пољску оптужени нацистички али не и совјетски званичници иако су Немачка и СССР имале заједнички план од 23. августа 1939. године о подели Пољске. Овде је очигледно пресудила политичка реалност на рачун правде и права - која је суђење званичницима Совјетског Савеза у том тренутку, као једној од земаља победница и то са највише жртава у рату, чинила немогућим и незамисливим.